# Борзов, Сергей Владимирович
Сергей Владимирович Борзов (узб. Sergey Vladimirovich Borzov; род. 14 января 1981 года, Янгихаёт, Уртачирчикский район, Ташкентская область, Узбекская ССР) — узбекский гребец-байдарочник, выступал за сборную Узбекистана. Участник XXVIII Летних Олимпийских игр, победитель и призёр Азиатских игр, многократный чемпион и призёр Чемпионатов Азии и национального первенства.

## Карьера
Начал заниматься греблей в раннем возрасте вместе с сестрой Юлией. В 2002 году на Летних Азиатских играх в Пусане (Республика Корея) в четвёрке на дистанции 500 метров завоевал бронзовую медаль. В 2004 году на Летних Олимпийских играх в Афинах (Греция) в двойке на дистанции 500 метров с Алексеем Бабаджановым в полуфинале показали время 1:33.654, но этого стало не достаточно, чтобы пройти в финал турнира. Затем в четвёрке на 1000 метров также закончили выступление в полуфинале с результатом 2:56.594.
В 2005 году на Чемпионате Азии по гребле на байдарках и каноэ в Паттайя (Таиланд) в четвёрке на дистанции 500 и 1000 метров завоевал золотые медали. В 2006 году на Летних Азиатских играх в Доха (Катар) в одиночки на дистанции 500 метров с результатом 1:49.427 завоевал серебряную медаль, а в парном направлении вместе с Алексеем Бабаджановым преодолели 500 метров за 1:37.202 и также удостоились серебряной награды.
В 2007 году на Чемпионате Азии по гребле на байдарках и каноэ в Хвачхон (Республика Корея) в одиночке на 500 метрах завоевал серебро, а на 1000 метрах бронзовую медаль. В четвёрке на дистанции 200 и 500 метров были третьими, а на 1000 метрах вторыми. В 2009 году на Чемпионате Азии по гребле на байдарках и каноэ в Тегеране (Иран) в двойке на 500 метров выиграл серебряную медаль, в двойке на 5000 метрах удостоился золотой медали вместе с Алексеем Бабаджановым. В четвёрке на дистанции 200 метров также завоевали золотую медаль, а на 1000 метрах всего лишь бронзовую.
В 2010 году на Летних Азиатских играх в Гуанчжоу (Китай) в парном заплыве на 200 метров вместе с Алексеем Бабаджановым завоевал серебряную медаль, а в четвёрке на 1000 метрах завоевал золотую медаль с результатом 2:57.373. В 2011 году на Чемпионате Азии по гребле на байдарках и каноэ в Иране в двойке на дистанции 200 метров был лишь третьим, а на 1000 метрах вторым. В 2013 году на Чемпионате Азии по гребле на байдарках и каноэ в Самарканде (Узбекистан) в одиночке на дистанции в 5000 метров и в четвёрке на 1000 м завоевал серебряные медали.
В 2015 году на Чемпионате Узбекистана в Самарканде в паре с Алексеем Мочаловым завоевал золотую медаль на дистанции 1000 метров, а также завоевал первое место в четвёрке. На Чемпионате Азии по гребле на байдарках и каноэ в Палембанг (Индонезия) в паре на 1000 метрах завоевал серебро, а в четвёрке бронзу. На Чемпионате мира по гребле на байдарках и каноэ в Милане (Италия) в двойке на 500 метров в утешительном финале показал время 1:36.883, придя третьим в заплыве. В 2016 году завершил спортивную карьеру.